# Gaëtan Llorach
Gaëtan Llorach, né le 16 janvier 1974 à Saint-Martin-d'Hères en Isère, est un ancien skieur alpin français.

## Carrière
Gaëtan Llorach fait sa première apparition aux championnats du monde junior à l'âge de 17 ans lors de la saison 1990-1991 qui se solde par une 4e place en super-G (15e du slalom et 61e en descente).
La saison suivante il participe à quatre épreuves des championnats du monde junior mais sans résultats probants (descente 28e, super-G 18e, slalom 10e et slalom géant 7e.
Enfin en 1993 sa dernière année en junior se conclut en apothéose puisqu'il participe aux cinq épreuves des championnats du monde junior, se classe dans le top 10 des cinq épreuves, dont trois podiums et deux titres : slalom géant 6e, super-G 5e, slalom 2e, descente 1e et slalom 1e.
La saison suivante (1993-94) voit son intégration dans l'équipe de France A et le 24 janvier 1994 il célèbre son premier départ de coupe du monde à tout juste 20 ans, pour la descente de Chamonix qui se solde par une 58e place.

Il réalise les meilleures performances de sa carrière en 2000 avec une 6e place lors du slalom de Madonna di Campiglio et en combiné à Wengen deux ans de suite : 5e en 2002 et 4e en 2003.
Mais les blessures se mêlent à sa carrière. Elles le privent notamment de saison 1995-96, et émaillent son parcours sportif, jusqu'à une rupture des ligaments croisés du genou en janvier 2005 à Courchevel.

Il totalise néanmoins, en 13 ans de carrière au haut niveau, soixante-dix-neuf départs de Coupe du Monde (12 fois dans les 30 premiers), deux participations aux Championnats du Monde (slalom de Sankt Anton en 2001 et combiné de Saint-Moritz en 2003) et une participation aux Jeux Olympiques (le combiné de Salt-Lake City en 2002).
À cela s'ajoute cent-cinq départs de Coupe d'Europe, dont neuf podiums et quatre titres, tous en slalom.

## Reconversion
Retiré du circuit professionnel en 2007, il résille également son engagement avec le 93e RAM de Varces.

Il prend alors part au staff technique du club de l'Alpe d'Huez en tant qu'entraineur des minimes jusqu'à l'été 2016, et gère par ailleurs un magasin de sport dans la même station.
En juin 2022 il est élu au Comité directeur du Comité de ski du Dauphiné et prend la présidence de la commission alpine.

## Palmarès

### Jeux olympiques d'hiver
| Épreuve / Édition | Salt Lake City 2002 |
| Combiné           | abandon (slalom)    |

### Coupe du monde
- Meilleur classement au général : 68e en 2002
- Meilleur classement de slalom : 30e en 2001
- Meilleurs résultats sur une épreuve de Coupe du monde : 6e en slalom en 2000 et 4e en combiné en 2002

#### Classements
| Saison / Épreuve | Saison / Épreuve | Général | Général | Descente | Descente | Slalom | Slalom | Géant  | Géant  | Super G | Super G | Combiné | Combiné |
| ---------------- | ---------------- | ------- | ------- | -------- | -------- | ------ | ------ | ------ | ------ | ------- | ------- | ------- | ------- |
| Saison / Épreuve | Saison / Épreuve | Class.  | Points  | Class.   | Points   | Class. | Points | Class. | Points | Class.  | Points  | Class.  | Points  |
| 1995             | 1995             | 97      | 28      | -        | -        | 46e    | 6      | -      | -      | -       | -       | 13e     | 22      |
| 1996             | 1996             | -       | -       | -        | -        | -      | -      | -      | -      | -       | -       | -       | -       |
| 1997             | 1997             | -       | -       | -        | -        | -      | -      | -      | -      | -       | -       | -       | -       |
| 1998             | 1998             | 127e    | 7       | -        | -        | 52e    | 7      | -      | -      | -       | -       | -       | -       |
| 1999             | 1999             | 136e    | 6       | -        | -        | 57e    | 6      | -      | -      | -       | -       | -       | -       |
| 2000             | 2000             | -       | -       | -        | -        | -      | -      | -      | -      | -       | -       | -       | -       |
| 2001             | 2001             | 83e     | 54      | -        | -        | 30e    | 54     | -      | -      | -       | -       | -       | -       |
| 2002             | 2002             | 68e     | 78      | -        | -        | 43e    | 33     | -      | -      | -       | -       | 8e      | 45      |
| 2003             | 2003             | 87e     | 50      | -        | -        | -      | -      | -      | -      | -       | -       | 9e      | 50      |
| 2004             | 2004             | -       | -       | -        | -        | -      | -      | -      | -      | -       | -       | -       | -       |
| 2005             | 2005             | -       | -       | -        | -        | -      | -      | -      | -      | -       | -       | -       | -       |
| 2006             | 2006             | -       | -       | -        | -        | -      | -      | -      | -      | -       | -       | -       | -       |
| 2007             | 2007             | 111e    | 24      | -        | -        | 42e    | 24     | -      | -      | -       | -       | -       | -       |

### Championnats du monde
| Épreuve / Édition | Sankt Anton 2001 | Saint-Moritz 2003 |
| Slalom            | 26e              | -                 |
| Combiné           | -                | 9e                |

### Coupe d'Europe
- 4 victoires en slalom : Les Arcs (1997), Kreischberg (1997), Donnersbachwald (1998) et Kranjska Gora(2006)[7].
- 1 deuxième place en slalom : Krompachy-Plejsy (2000)[7].
- 4 troisièmes places en slalom : Geilo/Hemsedal (1994), Todtnau (1998), Oberjoch (2006) et Kranjska Gora(2006)[7].
- 3e du classement de slalom lors de la saison 1997-1998 avec 394 points (il marque plus de points (428) lors de la saison 2005-2006 mais son classement final est moins bon : 4e)[8].
- 7e du classement général lors de la saison 1997-1998 avec 416 points (il marque plus de points (428) lors de la saison 2005-2006 mais son classement final est moins bon : 13e)[8].

#### Classements
| Saison / Épreuve | Saison / Épreuve | Général | Général | Descente | Descente | Slalom | Slalom | Géant  | Géant  | Super G | Super G |
| ---------------- | ---------------- | ------- | ------- | -------- | -------- | ------ | ------ | ------ | ------ | ------- | ------- |
| Saison / Épreuve | Saison / Épreuve | Class.  | Points  | Class.   | Points   | Class. | Points | Class. | Points | Class.  | Points  |
| 1995             | 1995             | 20e     | 72      | 8e       | 21       | 10e    | 51     | -      | -      | -       | -       |
| 1997             | 1997             | 71e     | 121     | -        | -        | 23e    | 114    | 79e    | 7      | -       | -       |
| 1998             | 1998             | 6e      | 416     | -        | -        | 3e     | 394    | 52e    | 22     | -       | -       |
| 1999             | 1999             | 54e     | 124     | 32e      | 25       | 34e    | 77     | 51e    | 22     | -       | -       |
| 2000             | 2000             | 33e     | 193     | -        | -        | 11e    | 193    | -      | -      | -       | -       |
| 2001             | 2001             | 93e     | 69      | -        | -        | 33e    | 69     | -      | -      | -       | -       |
| 2002             | 2002             | 67e     | 119     | 24e      | 76       | 53e    | 34     | -      | -      | 60e     | 9       |
| 2003             | 2003             | 172e    | 17      | -        | -        | 70e    | 17     | -      | -      | -       | -       |
| 2004             | 2004             | 65e     | 118     | -        | -        | 23e    | 118    | -      | -      | -       | -       |
| 2005             | 2005             | 160e    | 16      | -        | -        | 80e    | 16     | -      | -      | -       | -       |
| 2006             | 2006             | 13e     | 428     | -        | -        | 4e     | 428    | -      | -      | -       | -       |
| 2007             | 2007             | 81e     | 62      | -        | -        | 30e    | 62     | -      | -      | -       | -       |

### Championnats de France
- Triple Champion de France du Combiné en 1997, 1999 et 2002
- Vice-Champion de France de Slalom en 2004
- 3e en Slalom en 1997

### Palmarès juniors
- Championnats du monde junior 1993 :
  -  Médaille d'or en descente
  -  Médaille d'or en combiné
  -  Médaille d'argent en slalom